# Absteige
Eine Absteige ist eine Kurzform für den Begriff Absteigequartier. Dieses bezeichnet entweder ein Hotel oder Gasthaus, in dem jemand auf seiner Reise zu wohnen gedenkt, oder aber eine Wohnung, die gehalten wird, um dort unbeobachtet zu sein.
Heute bezeichnet man damit meist eine schlichte oder minderwertige Unterkunft.

## Bedeutung und Etymologie
Im 20. und 21. Jh. bezeichnet man damit umgangssprachlich oft abwertend ein schäbiges Gasthaus oder eine Herberge (Hotel), wo über die reine Unterkunft hinaus kaum oder kein weiterer Service geboten wird. Es ist von absteigen abgeleitet (ahd.: sô stîge er abe demo galgen, früh nhd. ab dem Pferde steigen u. a. m.), beschreibt demnach den Abstieg vom Pferde zur Rast oder Übernachtung.
Bei einer „Absteige“ kann es sich heute auch um ein Hostel, eine billige Pension oder auch um ein Stundenhotel handeln. Bezogen auf letzteres, seltener auch auf Bordelle, ist die Bezeichnung Absteige auch als Euphemismus in Annoncen gebräuchlich.

## Bekannte Absteigequartiere
- Eine bekannte und „gefährliche Absteige“ in der deutschen Literatur ist Das Wirtshaus im Spessart von Wilhelm Hauff (1828).
- Die Burg Trausnitz unterhielt ab 1869 im Obergeschoss des Fürstenbaus ein repräsentatives Absteigequartier für König Ludwig II.[4]
- Friedrich V. von Schaunberg bestimmte das Schloss Freisaal zum Absteigequartier für alle neu gewählten Erzbischöfe.[5]